# Cumberland Gap National Historical Park
Le Cumberland Gap National Historical Park est parc historique national américain protégeant le Cumberland Gap, à la frontière du Kentucky, du Tennessee et de la Virginie. Créé le 11 juin 1940, il est géré par le National Park Service.